# Ron Mahay
Ron Mahay, né le 28 juin 1971 à Crestwood (Illinois), est un joueur américain de baseball évoluant en Ligue majeure de baseball depuis 1997. Ce releveur gaucher fait partie des Reds de Cincinnati.

## Carrière
Libéré par les Royals de Kansas City en août 2009, Mahay accepte quelques jours plus tard un contrat offert par les Twins du Minnesota.
En avril 2011, il signe avec les Diamondbacks de l'Arizona mais est assigné uniquement aux ligues mineures. Il signe une entente des ligues mineures avec les Cardinals de Saint-Louis au début juillet 2011 mais ne rejoint pas l'équipe et ne joue pas en Ligue majeure cette année-là.
Le 13 janvier 2012, Mahay signe un contrat des ligues mineures avec les Reds de Cincinnati.
Mahay était joueur de remplacement durant le conflit de travail du baseball majeur en 1994-1995 et n'est par conséquent pas membre de l'Association des joueurs.